# Wessington (South Dakota)
Wessington is een plaats (city) in de Amerikaanse staat South Dakota, en valt bestuurlijk gezien onder Beadle County en Hand County.

## Demografie
Bij de volkstelling in 2000 werd het aantal inwoners vastgesteld op 248.
In 2006 werd het aantal inwoners door het United States Census Bureau geschat op 224, een daling van 24 (-9,7%).

## Geografie
Volgens het United States Census Bureau beslaat de plaats een oppervlakte van
1,0 km², geheel bestaande uit land. Wessington ligt op ongeveer 432 m boven zeeniveau.

## Plaatsen in de nabije omgeving
De onderstaande figuur toont nabijgelegen plaatsen in een straal van 28 km rond Wessington.